# 十字乡 (新田县)
十字乡，是中华人民共和国湖南省永州市新田县下辖的一个乡镇级行政单位。

## 行政区划
十字乡下辖以下地区：
胡志良村、马鞍塘村、大塘背村、花塘村、山夏荣村、五通庙村、老夏荣村、乐塘村、乐冲村、李郁村、新夏荣村、平源洞村、欧家山村、大岭头村、黄陡坡村、周家山村、燕村、管家村和盘家村。